# Čukovec (Ludbreg)
Čukovec is een plaats in de gemeente Ludbreg in de Kroatische provincie Varaždin. De plaats telt 340 inwoners (2001).